# Deutz D 3005

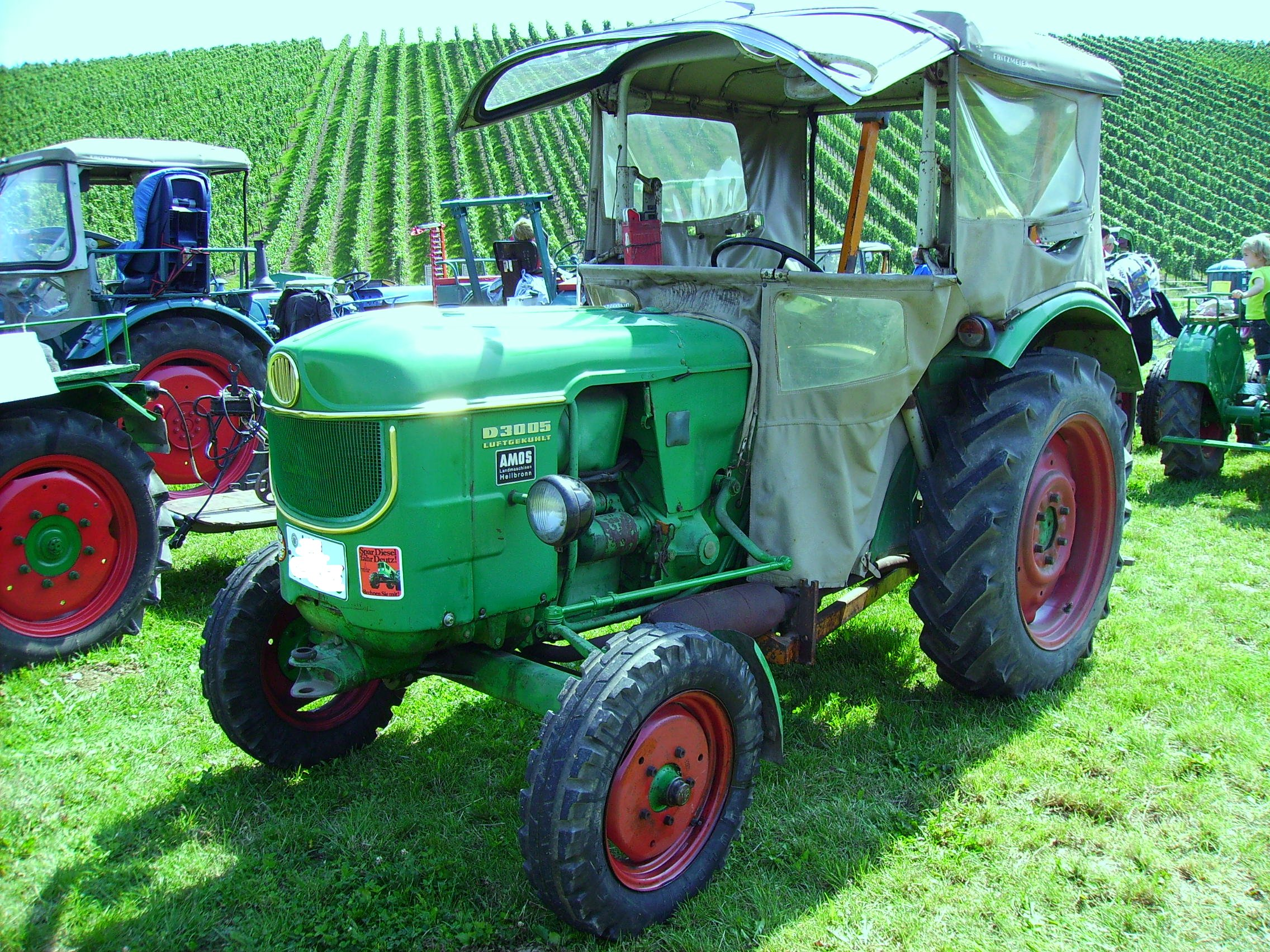
Deutz D 3005

Der Deutz D 3005 ist ein Traktor der Marke Deutz aus der Deutz D-Serie, der von 1965 bis 1967 in den Deutz-Werken in Köln produziert wurde. Insgesamt wurden von diesem Deutz-Modell 16.500 Traktoren produziert.
Die serienmäßige Motorzapfwelle des D 3005 wird über eine Doppelkupplung betätigt. Darüber hinaus gab es für den Export eine Version mit Getriebezapfwelle. Das Getriebe ist mit acht Vorwärts- und zwei Rückwärtsgängen ausgestattet. Beim eingebauten Motor vom Typ F2L812S handelte es sich um einen Zweizylinder-Viertakt-Reihen-Wirbelkammer-Dieselmotor, der über ein Axialgebläse mit Luft gekühlt wird. Bei 2300 Umdrehungen pro Minute brachte dieser Schlepper eine Nennleistung von 28 PS (20,5 kW). Mit einer Länge von 3290 mm und einer Breite von 1545 mm betrug das Leergewicht des Schleppers 1635 kg. Die Höchstgeschwindigkeit des Deutz D 3005 lag bei 25,9 km/h.
Auf die Hinterräder des Schleppers wirkt eine Bremse, die jedes einzelne unabhängig voneinander zur Unterstützung der Kurvenfahrt bremsen kann. Das Bremspedal ist dazu geteilt, kann aber mithilfe einer Klinke gekoppelt werden, sodass bei einer Straßenfahrt beide Bremspedale gemeinsam wirken.